# Kaurasaari (ö i Södra Karelen, Imatra)
Kaurasaari är en ö i Finland. Den ligger i sjön Saimen och i kommunen Ruokolax i den ekonomiska regionen  Imatra ekonomiska region  och landskapet Södra Karelen, i den södra delen av landet, 230 km nordost om huvudstaden Helsingfors. Öns area är 4,4 hektar och dess största längd är 390 meter i sydöst-nordvästlig riktning.